# 灭罪热线

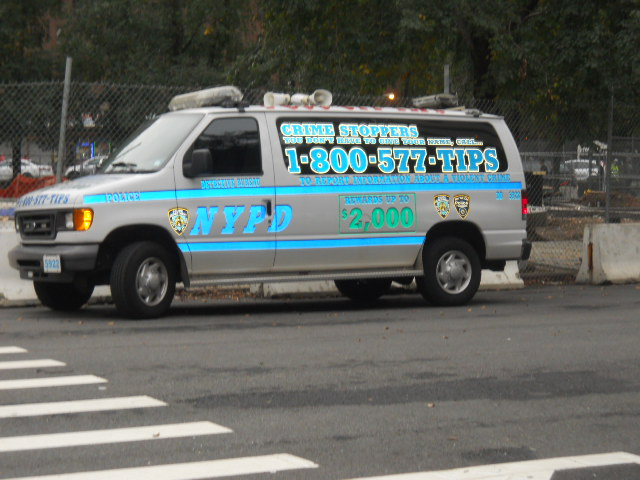
纽约警察局灭罪热线车辆

灭罪热线（Crime Stoppers、Crimestoppers）是一个让群众匿名举报犯罪活动的社区计划，通常由非营利组织或警察管理，独立于緊急救難電話號碼系统或其他联系警察的标准方式。这使得个人在举报犯罪的同时不用直接参与调查，不必担心遭到报复，从而更愿意提供信息。该计划于1976年在美国新墨西哥州阿尔伯克基成立，后来推广到澳大利亚、加拿大和英国。
自1976年在阿尔伯克基正式成立以来，美国通过灭罪热线已逮捕了超过50万人，追回了超过40亿美元的财产。